# Кафява индийска мангуста
Кафявата индийска мангуста (Herpestes fuscus) е вид дребен хищник от семейство мангустови (Herpestidae). Районът на разпространение на вида е ограничен до малък участък в южната част на Индия и Шри Ланка.

## Описание
Кафявата мангуста е сравнително едър и тежък представител на семейството, като дължината на тялото варира от 33 до 48 см, а опашкате е с дължина от 19 до 33 см., което е 69 – 70 % от дължината на тялото. Теглото е приблизително от 2 до 7 кг. Козината варира от тъмнокафява до черно-кафява окраска или пъстра с жълтеникав до пясъчен цвят, но краката винаги са черни. Опашката е пухкава. Зъбната формула е следната:{\displaystyle I{3 \over 3}C{1 \over 1}P{4 \over 4}M{2 \over 2}=40}.
Видът наподобява късоопашата мангуста от Югоизточна Азия и понякога се смята, че е само подвид на последния, разпространил се в Западни Гхати. Заострената опашка и свободната кожа под задния крак са морфологичните фактори, които спомагат да се разграничат тези видове помежду си и от други.

## Разпространение
Кафявите мангусти населяват ограничен район в Южна Индия – на надморска височина от 700 до 1300 m във Вирайпет и в южни Кург и Ути, а така също и по хълмовете на Нилгири, Тайгър Шала, Пални, Мадурай и Калакад-Мундантурай, както и на платото и възвишенията Валпурай, Анамалай и Пеерамеду в Керала.
Областта им на разпространение обхваща и Шри Ланка, като този вид живее в равнинните гори, централните планини и сухите области. Кафяви мангусти обитават основно гъстите гори и околностите им, като се срещат и в насаждения от чай и кафе.

## Начин на живот
Кафявите мангусти са активни преди всичко през нощта. За храненето на животните подробни данни липсват, то най-вероятно се храни както и другите видове мангусти с малки гръбначни животни, но вероятно и с безгръбначни, яйца, плодове и корени. За биологията на възпроизвеждане е известно малко. Животните изграждат леговището си под камъни. Женските раждат вероятно от 3 до 4 малки.

## Подвидове
- Herpestes fuscus fuscus
- Herpestes fuscus flavidense
- Herpestes fuscus rubidior
- Herpestes fuscus maccarthiae
- Herpestes fuscus siccatus

Кафявата индийска мангуста обикновено има малко по-голям размер на сивата индийска мангуста, който е от същия род, но със сивокафяв оттенък на козината. Разпознават се още три подвида на индийската мангуста. Заедно с номинативната форма на сивата H. f. fuscus има и H. f. phillipsi, H. f. siccatus и H. f. rubidior.